# Arhopalus productus
Arhopalus productus es una especie de escarabajo longicornio del género Arhopalus, tribu Asemini, subfamilia Spondylidinae. Fue descrita científicamente por LeConte en 1850.

## Descripción
Mide 12-25 milímetros de longitud.

## Distribución
Se distribuye por Canadá, Estados Unidos, Guatemala, Honduras y México.